# Brug 1920
Brug 1920 is een bouwkundig kunstwerk in Amsterdam-Westpoort.

## In dienst
De brug maakte deel uit van een setje van drie bruggen (brug 1918, 1919 en 1920) waarvan er maar twee gebouwd werden. Ze werden gelegd over het Tweede Koelwaterkanaal op het industrieterrein Westpoort om zo een gelijkvloerse kruising mogelijk te maken tussen de Kabelweg/Contactweg enerzijds en de Nieuwe Hemweg anderzijds. Het ontwerp kwam van architect Dirk Sterenberg dan nog wekend bij de Dienst der Publieke Werken. Brug 1918 was bestemd voor langzaam verkeer, brug 1919 voor verkeer naar Amsterdam en brug 1920 naar buitengebied. Het ontwerp dateert van 1984; de aanbesteding van twee bruggen volgde in november 1986; het werk begon in februari 1987; in mei 1987 werden de bruggen opgeleverd. De bruggen werden opgeleverd als vaste bruggen, scheepvaart is hier uitdrukkelijk verboden. De bruggen kregen nummerplaatjes 1919 (langzaam) en 1920 (snel). De twee gerealiseerde bruggen zijn betonnen plaatbruggen. Alhoewel buitendienst kregen de bruggen in 2022 toch nieuwe brugnummerplaatjes.

## Kruising
De kruising Kabelweg en Nieuwe Hemweg werd in de loop der jaren een verkeersobstakel. Dat was niet de danken aan deze onhandige kruising, maar aan een rangeerterrein en sporen voor de aldaar gevestigde industrie. Niet zelden hielden lange goederentreinen het verkeer dermate op dat afslagen op de Rijksweg 10 (ringweg) verstopt raakten. Door verdere ontwikkeling van het rangeerterrein met meer treinen ontstond een ongewenste situatie. Er werd gekozen voor een nieuwe kruising. De Kabelweg werd aangesloten op de Contactweg, die vervolgens onder het spoor dook middels de Onderdoorgang Contactweg. Deze onderdoorgang werd in februari 2022 geopend, waarna de bruggen 1919 en 1920 buiten dienst werden gesteld. In juni 2024 is niets meer van de brug terug te vinden.

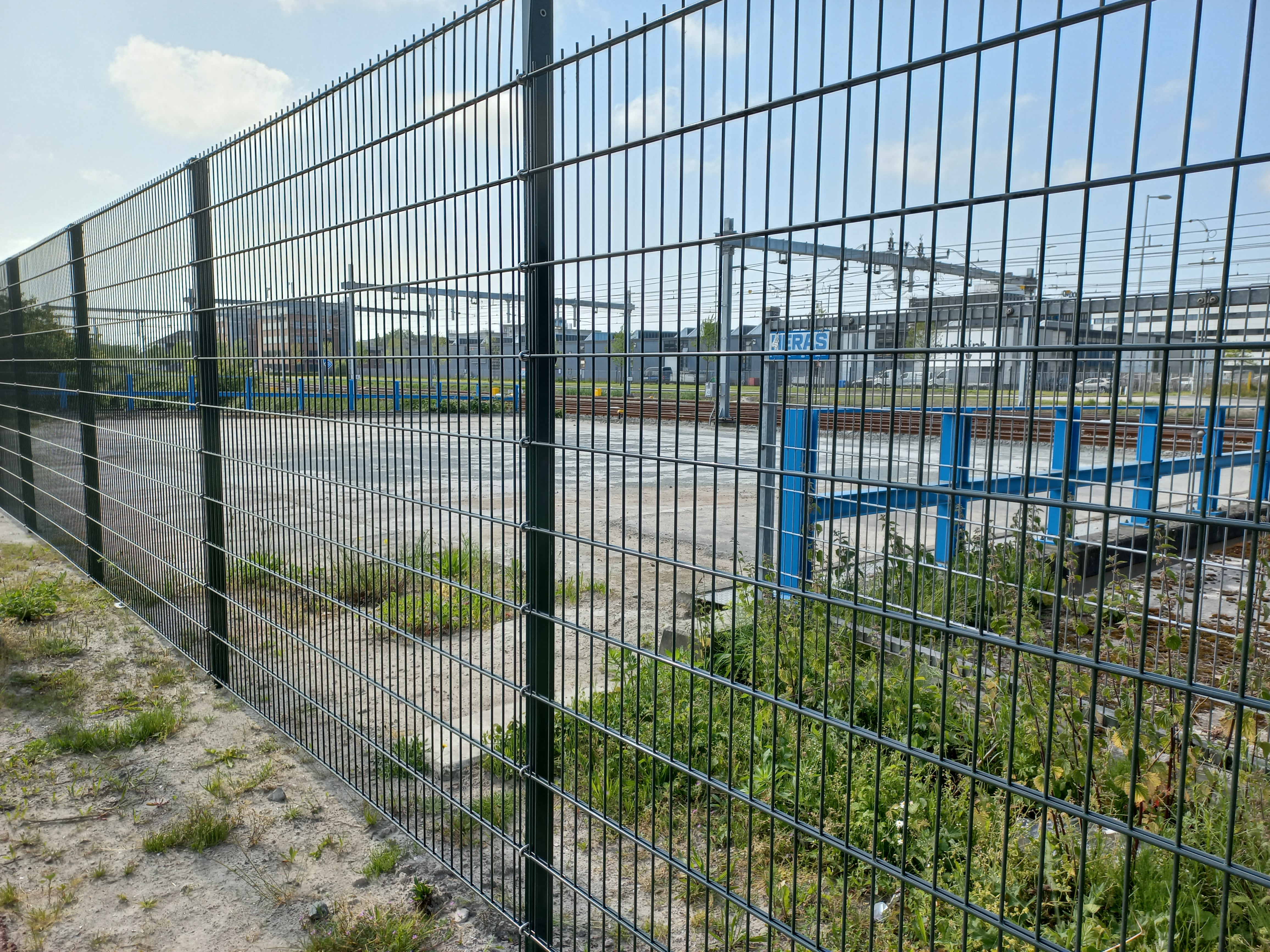
Brug 1920 buiten werking (mei 2023)

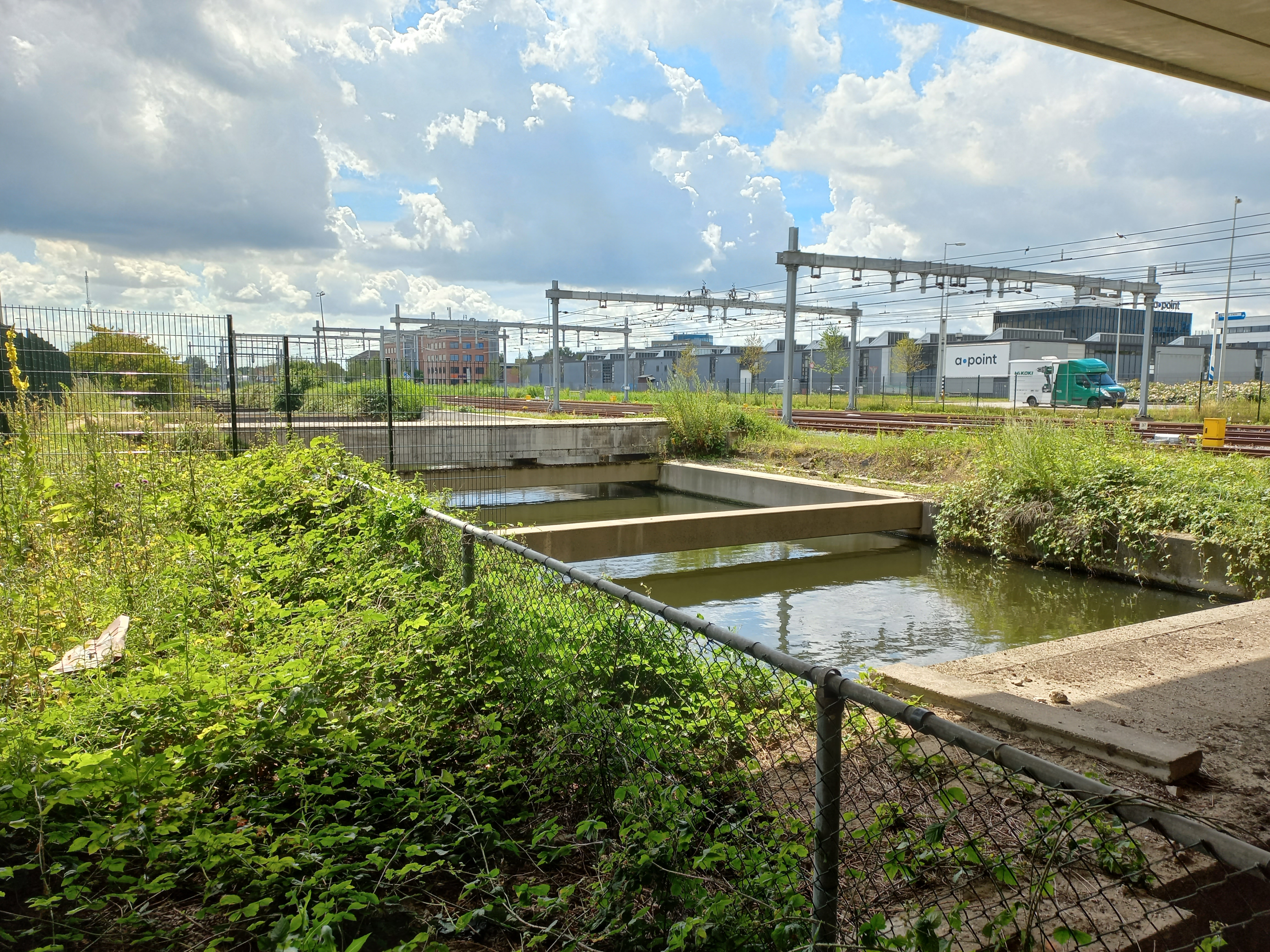
Brug is weg (juni 2024)

<<< · 1900 · 1901 · 1902 · 1904 · 1906 · 1907 · 1908 · 1909 · 1910 · 1911 · 1913 · 1914 · 1915 · 1916 · 1917 · 1919 · 1920 · 1922 · 1923 · 1925 · 1927 · 1929 · 1930 · 1931 · 1932 · 1933 · 1935 · 1936 · 1937 · 1938 · 1939 · 1940 · 1941 · 1942 · 1944 · 1945 · 1946 · 1947 · 1948 · 1949 · 1950 · 1951 · 1952 · 1953 · 1954 · 1955 · 1956 · 1957 · 1958 · 1959 · 1960 · 1961 · 1962 · 1963 · 1964 · 1965 · 1966 · 1967 · 1968 · 1969 · 1970 · 1971 · 1972 · 1973 · 1974 · 1975 · 1976 · 1977 · 1978 · 1979 · 1980 · 1981 · 1982 · 1983 · 1984 · 1985 · 1986 · 1987 · 1988 · 1989 · 1990 · 1991 · 1992 · 1993 · 1994 · 1995 · 1996 · 1997 · 1998 · 1999 · >>>
Brugnummers 1903, 1905, 1912, 1918, 1921, 1924, 1926, 1928, 1934, 1943 zijn niet (meer) in gebruik (januari 2021)